# Ocotepec, General Canuto A. Neri
Ocotepec är en ort i Mexiko.   Den ligger i kommunen General Canuto A. Neri och delstaten Guerrero, i den södra delen av landet, 150 km sydväst om huvudstaden Mexico City. Ocotepec ligger 1 134 meter över havet och antalet invånare är 109.
Terrängen runt Ocotepec är kuperad åt sydost, men åt nordväst är den bergig. Runt Ocotepec är det ganska glesbefolkat, med 26 invånare per kvadratkilometer. Närmaste större samhälle är Ancón de la Presa, 15,4 km väster om Ocotepec. I omgivningarna runt Ocotepec växer huvudsakligen savannskog.